# Tilcara
Tilcara – miasto w Argentynie, w prowincji Jujuy, stolica departamentu o tej samej nazwie. Miasto położone jest w  dolinie Quebrada de Humahuaca wpisanej na listę światowego dziedzictwa UNESCO pod numerem 1116.
Według danych szacunkowych na rok 2010 miejscowość liczyła 4 691 mieszkańców.
Ważnym stanowiskiem archeologicznym położonym około kilometra od miasta na wzgórzu w dolinie rzeki Rio Grande jest Pucará de Tilcara. Stanowisko zostało odkryte w 1903 roku, a zrekonstruowane w latach pięćdziesiątych XX wieku.